# خويفيرة آسيوية
خويفيرة آسيوية (الاسم العلمي:Koeleria asiatica) هي نوع من النباتات تتبع جنس الخويفيرة من الفصيلة النجيلية. تم وصف هذا النوع من النبات علمياً لأول مرة من قبل كارولوس لينيوس سنة 1756. سمي هذا النوع نسبةً إلى قارة آسيا.